# Везу, Рубен
Ру́бен Миге́л Ну́неш Ве́зу (порт. Rúben Miguel Nunes Vezo; род. 25 апреля 1994 года в Сетубале) — португальский футболист, защитник клуба «Олимпиакос», выступающий на правах аренды за клуб «Эюпспор».

## Клубная карьера
Рубен с 2009 по 2013 год выступал за юношеские и молодёжные команды «Витории». За «Виторию» он дебютировал 18 августа 2013 года в матче против «Порту». Всего он провёл восемь матчей в высшей лиге Португалии.
4 ноября стало известно, что Рубен переходит в «Валенсию» в зимнее трансферное окно. Игрок подписал четырёхлетний контракт, а сумма сделки составила полтора миллиона евро.
Первый гол за «Валенсию» забил 23 февраля 2014 года в матче против «Гранады».

## Карьера в сборной
Рубен провёл один матч за юношескую сборную Португалии в 2013 году.

## Статистика
По состоянию на 15 февраля 2015 года
| Выступление      | Выступление      | Выступление      | Лига | Лига | Кубок страны | Кубок страны | Еврокубки | Еврокубки | Остальные | Остальные | Итого | Итого |
| Клуб             | Лига             | Сезон            | Игры | Голы | Игры         | Голы         | Игры      | Голы      | Игры      | Голы      | Игры  | Голы  |
| ---------------- | ---------------- | ---------------- | ---- | ---- | ------------ | ------------ | --------- | --------- | --------- | --------- | ----- | ----- |
| Витория          | Лига Сагриш      | 2013/14          | 12   | 0    | 2            | 1            | 0         | 0         | 0         | 0         | 14    | 1     |
| Витория          | Итого            | Итого            | 12   | 0    | 2            | 1            | 0         | 0         | 0         | 0         | 14    | 1     |
| Валенсия         | Примера          | 2013/14          | 8    | 1    | 0            | 0            | 0         | 0         | 0         | 0         | 8     | 1     |
| Валенсия         | Примера          | 2014/15          | 5    | 0    | 2            | 0            | 0         | 0         | 0         | 0         | 7     | 0     |
| Валенсия         | Итого            | Итого            | 13   | 1    | 2            | 0            | 0         | 0         | 0         | 0         | 15    | 1     |
| Всего за карьеру | Всего за карьеру | Всего за карьеру | 25   | 1    | 4            | 1            | 0         | 0         | 0         | 0         | 29    | 2     |